# Peugeot Type 23
La Peugeot Type 23 est un modèle d'automobile produit par le constructeur français Peugeot en 1898.